# BMW F26
La BMW F26 è la prima generazione della BMW X4, un'autovettura di tipo crossover SUV di fascia medio-alta prodotta dal 2014 al 2018 dalla casa automobilistica tedesca BMW.

## Profilo

### Debutto
Dell'arrivo di una "piccola X6", la BMW aveva parlato almeno fin dalla fine del 2011. Alcune fonti diffusero la notizia che la Casa bavarese aveva stanziato una cifra pari a 900 milioni di dollari per ingrandire lo stabilimento statunitense di Spartanburg, dove già da anni venivano assemblati alcuni modelli della Casa, tra cui proprio la X6. Scopo dell'enorme investimento sarebbe stato quello di ospitare nuove linee di assemblaggio per la nuova vettura che avrebbe utilizzato la base meccanica della contemporanea X3, anch'essa prodotta a Spartanburg. In particolare, la capacità produttiva del rinnovato stabilimento BMW d'oltreoceano avrebbe dovuto salire da 276.000 esemplari a ben 350.000.

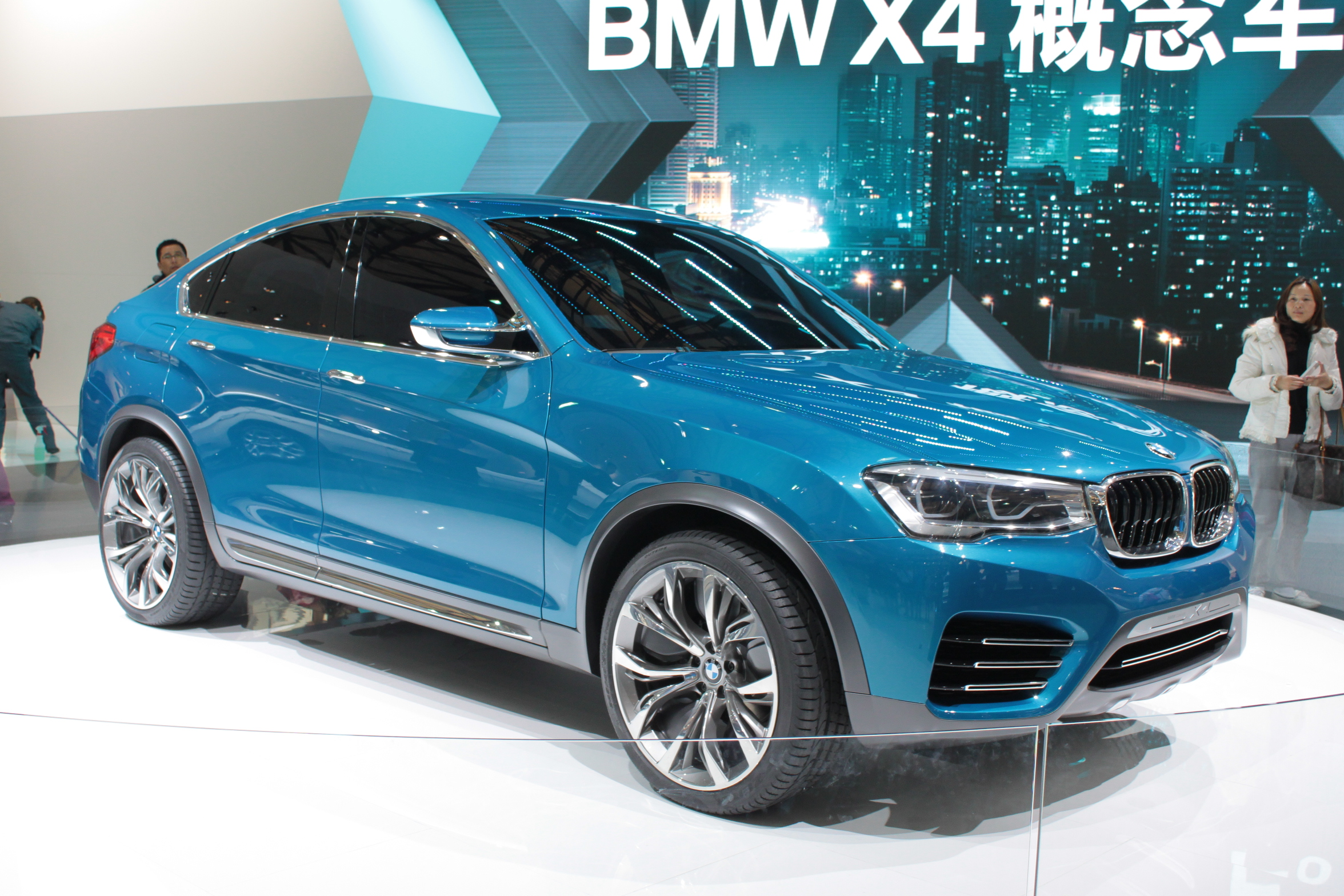
BMW X4 Concept al salone di Shanghai 2013

Nella primavera del 2013 al Salone di Shanghai venne esposta la concept che prefigurò la vettura definitiva, vettura della quale si poteva prevedere con certezza quasi matematica la denominazione: X4. Tale semplice previsione nasceva dalla presa di coscienza del criterio di denominazione dei modelli BMW, che prevedeva una cifra dispari per i modelli tradizionali ed una cifra pari per quelli con carrozzeria coupé o con caratteristiche da coupé (sia a 2 che a 4 porte). Trattandosi in questo caso di una sorta di versione coupé della X3, era facile giungere anche alla denominazione del modello definitivo.
Considerazioni sulla denominazione a parte, la X4 in versione definitiva non avrebbe però debuttato in anteprima mondiale che al Salone di New York del 2014, svoltosi nel mese di aprile, quindi un anno dopo la presentazione della concept a Shanghai. Praticamente in contemporanea, dall'altra parte del mondo, si è svolto anche il Salone di Pechino, che ha aperto i battenti solo due giorni dopo l'apertura del Salone statunitense e che ha fatto anch'esso da cornice per la presentazione della X4.

#### Design esterno ed interno
La X4 debutta quasi in contemporanea con il lancio del restyling della X3 seconda serie, con la quale condivide alcune soluzioni stilistiche. Lunga circa 20 cm in meno della più grande X6, la X4 ne riprende l'andamento della carrozzeria, una sorta di incrocio tra un SUV ed una coupé a 4 porte. Sembrerebbe in effetti di vedere una X6 in formato compatto, se non fosse per il differente frontale che la lega invece alla X3 dopo il restyling occorso a quest'ultima durante il 2014. Tale frontale è caratterizzato dai grossi gruppi ottici a sviluppo orizzontale che si protendono verso l'interno della calandra a doppio rene fino a toccarla. Tale soluzione è stata inaugurata due anni prima con il lancio della contemporanea Serie 3 e d è stata poi adottata da altri modelli BMW. Il frontale della X4 è anche caratterizzato da un paraurti dal disegno più aggressivo che non quello della X3, e caratterizzato da ampie prese d'aria laterali per il raffreddamento dei freni anteriori e del motore. La vista laterale mostra tutte le analogie concettuali con la X6, analogie date dall'andamento assai spiovente del padiglione. Sempre lungo la fiancata si nota un vezzo stilistico inedito, vale a dire la classica nervatura BMW che in questo caso è stata spezzata in due parti, una che parte dai parafanghi anteriori per arrivare fino alle maniglie porta posteriori e l'altra che invece circonda il passaruota posteriore. In coda sono presenti i classici gruppi ottici ad L, in questo caso con tecnologia a led.
Gli interni conservano il classico disegno delle BMW contemporanee alla X4, anche se è molto meno presente il concetto di layering, ossia di suddivisione della plancia in strati di diverso colore e dalle diverse funzioni. Il baule ha una capienza massima di 500 litri, ampliabile a 1.400 mediante l'abbattimento dello schienale posteriore. Si tratta di un dato notevole, se paragonato ai 1.600 litri massimi ottenibili dal bagagliaio della X3.

#### Meccanica e motori

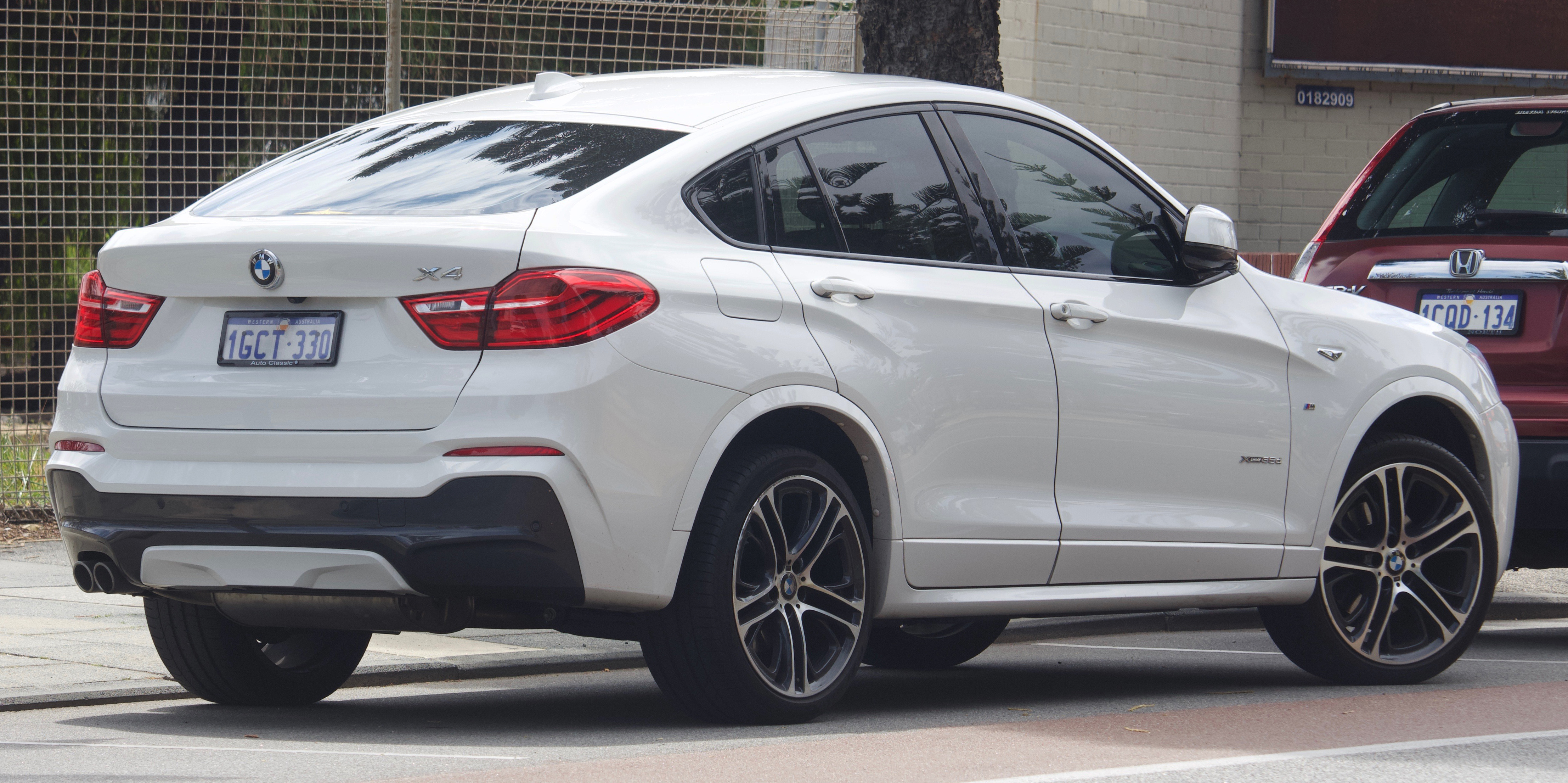
Vista posteriore di una X4 xDrive35d

La X4 sfrutta il pianale e la meccanica della serie F25 della X3: viene mantenuta inalterata anche la lunghezza del passo, mentre la scocca viene invece ribassata di 36 mm grazie alla rivisitazione del comparto sospensioni. Queste mantengono le geometrie della X3, con avantreno a doppio snodo e retrotreno a cinque bracci. L'impianto frenante prevede quattro dischi autoventilanti e a pinza flottante, mentre lo sterzo è del tipo a cremagliera con servocomando elettromeccanico.
Al suo debutto la X4 è prevista in sei motorizzazioni, tre a benzina e tre a gasolio:
- xDrive20i: motore N20 da 1997 cm³ con potenza massima di 184 CV;
- xDrive28i: stesso motore della xDrive20i, ma con potenza portata a 245 CV;
- xDrive35i: motore N55 da 2979 cm³ con potenza massima di 306 CV;
- xDrive20d: motore B47 da 1995 cm³ con potenza massima di 190 CV;
- xDrive30d: motore N57 turbodiesel common rail da 2993 cm³, con potenza massima di 258 CV;
- xDrive35d: motore simile a quello della xDrive30d, ma con doppia sovralimentazione e potenza massima salita a 313 CV.

In tutte le versioni la trazione è integrale: non sono previste quindi, al momento, delle X4 con trazione posteriore. Il cambio è un automatico sequenziale Steptronic ad 8 rapporti su tutta la gamma, con l'eccezione della sola xDrive20d, unica ad uscire di fabbrica con un cambio manuale a 6 marce.

## Evoluzione

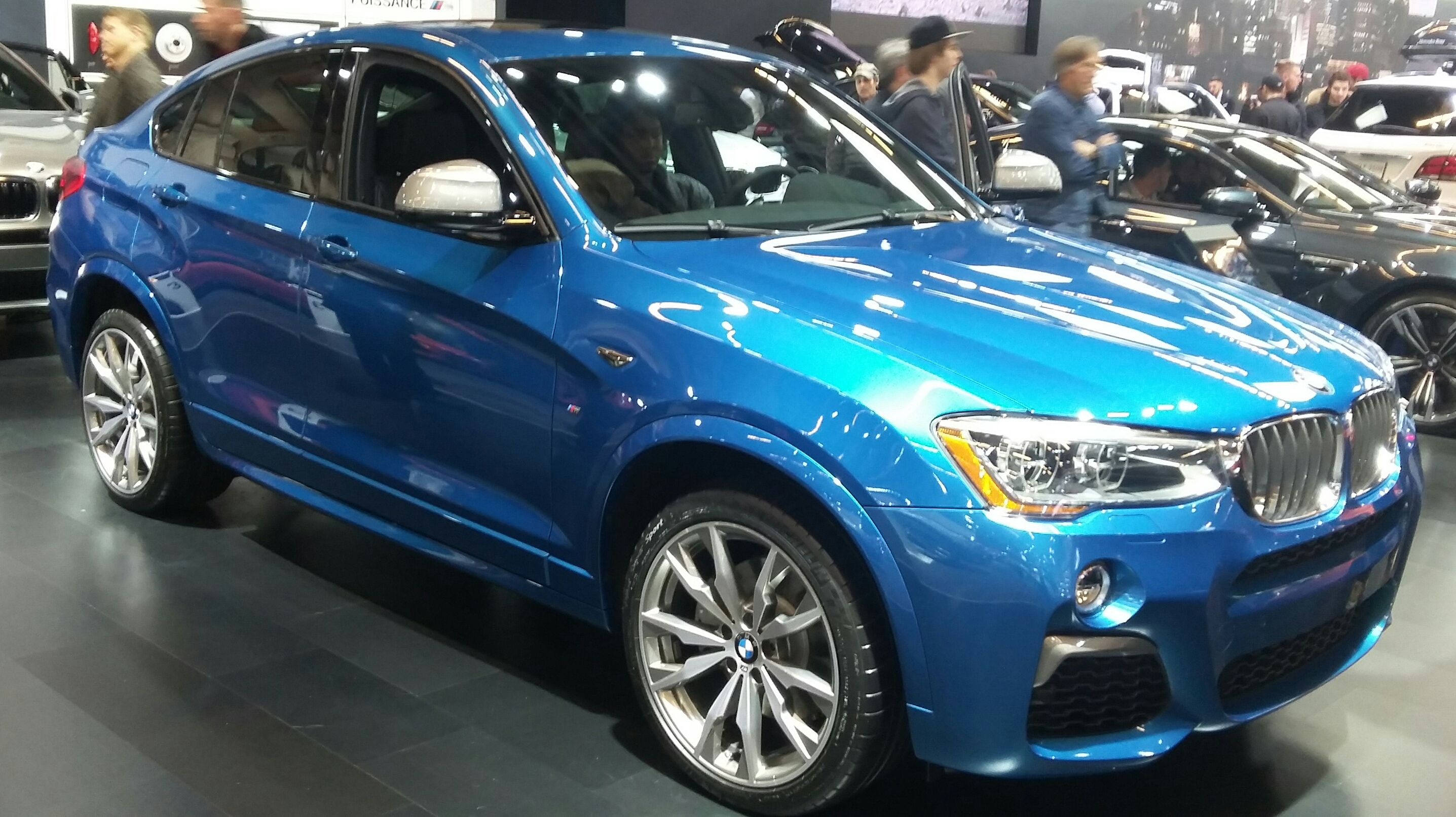
Una X4 M40i

Dopo cinque mesi di commercializzazione, la gamma della X4 si ampliò con l'arrivo della versione di punta: spinta da un potente 3 litri turbo in grado di erogare fino a 360 CV di potenza massima, nel dicembre 2015 fece il suo esordio la X4 M40i. Nello stesso periodo, solo per il mercato italiano fu introdotta una motorizzazione 3 litri a gasolio da 249 CV (non soggetta perciò al "superbollo" applicato ai proprietari italiani). Tale motorizzazione era una variante leggermente depotenziata del normale 3 litri da 258 CV che comunque non venne sostituito, perciò le due varianti motoristiche continuarono ad essere commercializzate parallelamente, persino con la stessa denominazione commerciale di X4 xDrive30d.
Nel 2017 è stata lanciata sul mercato la terza generazione della X3, basata sul pianale modulare da cui prendevano origine anche le contemporanee generazioni della Serie 5 e della Serie 7. Si trattava quindi di una base meccanica molto più raffinata, che metteva in una condizione di inferiorità la X4 F26, tanto da costringere i vertici BMW a pensionare anzitempo questo modello in favore della successiva generazione, basata anch'essa sulla meccanica della nuova X3 e quindi più in linea con il livello tecnologico della "sorella" a padiglione convenzionale. La nuova generazione della X4 ha esordito nella primavera del 2018, contestualmente all'uscita dai listini della F26.

## Riepilogo caratteristiche
Di seguito vengono riepilogate le caratteristiche relative alle varie versioni costituenti la gamma della X4 F26:
| BMW F26 (2014-18)                   |          |            |                                      |                |                |                                     |                    |              |                     |                    |                       |                    |
| Modello                             | Motore   | Cilindrata | Alimentazione                        | Potenza CV/rpm | Coppia Nm/rpm  | Cambio/ N°rapporti                  | Massa a vuoto (kg) | Velocità max | Acceler. 0–100 km/h | Consumo (l/100 km) | Emissioni CO2/ (g/km) | Anni di produzione |
| Versioni a benzina                  |          |            |                                      |                |                |                                     |                    |              |                     |                    |                       |                    |
| xDrive20i                           | N20B20   | 1997       | Iniezione diretta + turbocompressore | 184/ 5000-6250 | 270/ 1250-4000 | Automatico Steptronic ad 8 rapporti | 1.735              | 212          | 8"1                 | 7.2                | 168                   | 06/2014-03/2018    |
| xDrive28i                           | N20B20   | 1997       | Iniezione diretta + turbocompressore | 245/ 5000-6500 | 350/ 1250-4800 | Automatico Steptronic ad 8 rapporti | 1.770              | 232          | 6"4                 | 7.3                | 169                   | 06/2014-03/2018    |
| xDrive35i                           | N55B30   | 2979       | Iniezione diretta + turbocompressore | 306/ 5800-6400 | 400/ 1200-5000 | Automatico Steptronic ad 8 rapporti | 1.815              | 247          | 5"6                 | 8.4                | 193                   | 06/2014-03/2018    |
| M40i                                | N55B30   | 2979       | Iniezione diretta + turbocompressore | 360/ 5800-6000 | 465/ 1350-5250 | Automatico Steptronic ad 8 rapporti | 1.820              | 250          | 4"9                 | 8.6                | 199                   | 12/2015-03/2018    |
| Versioni a gasolio                  |          |            |                                      |                |                |                                     |                    |              |                     |                    |                       |                    |
| xDrive20d                           | B47D20   | 1995       | Turbodiesel common rail              | 190/4000       | 400/ 1750-2500 | Manuale 6 marce                     | 1.730              | 212          | 8"                  | 5.4                | 143                   | 06/2014-03/2018    |
| xDrive30d                           | N57D30O1 | 2993       | Turbodiesel common rail              | 249/ 4000 1    | 560/ 1500-3000 | Automatico Steptronic ad 8 rapporti | 1.820              | 232          | 6"2                 | 5.9                | 156                   | 12/2015-03/20181   |
| xDrive30d                           | N57D30O1 | 2993       | Turbodiesel common rail              | 258/4000       | 560/ 1500-3000 | Automatico Steptronic ad 8 rapporti | 1.820              | 234          | 5"8                 | 5.9                | 156                   | 06/2014-03/2018    |
| xDrive35d                           | N57D30T1 | 2993       | Turbodiesel common rail              | 313/4400       | 630/ 1500-2500 | Automatico Steptronic ad 8 rapporti | 1.860              | 247          | 5"2                 | 6                  | 157                   | 06/2014-03/2018    |
| Note: 1Solo per il mercato italiano |          |            |                                      |                |                |                                     |                    |              |                     |                    |                       |                    |